# EM i fodbold for kvinder 2017 - Gruppe D
Gruppe D ved EM i fodbold for kvinder 2017 består af England, Portugal, Skotland og Spanien. Kampene spilles fra den 19 til den 27. juli 2017.

## Hold
| Position ved lodtrækning | Hold     | Kvalifikations- måde | Dato for kvalifikation | Deltagelser ved slutrunder | Seneste deltagelse | Seneste bedste resultat | UEFA ranking ved seneste lodtrækning | FIFA ranking ved turneringens start |
| ------------------------ | -------- | -------------------- | ---------------------- | -------------------------- | ------------------ | ----------------------- | ------------------------------------ | ----------------------------------- |
| D1                       | England  | Vindere af gruppe 7  | 7. juni 2016           | 8.                         | 2013               | Toer (1984, 2009)       | 3                                    | 5                                   |
| D2                       | Skotland | Toere i gruppe 1     | 16. september 2016     | 1.                         | —                  | Debut                   | 11                                   | 21                                  |
| D3                       | Spanien  | Vindere af gruppe 2  | 7. juni 2016           | 3.                         | 2013               | Semifinaler (1997)      | 6                                    | 13                                  |
| D4                       | Portugal | Vindere af play-off  | 25. oktober 2016       | 1.                         | —                  | Debut                   | 23                                   | 38                                  |

## Stillingen
| Pos | Hold     | K | V | U | T | M+ | M- | MF | P | Kvalifikation              |
| --- | -------- | - | - | - | - | -- | -- | -- | - | -------------------------- |
| 1   | England  | 3 | 3 | 0 | 0 | 10 | 1  | +9 | 9 | Går videre til slutspillet |
| 2   | Spanien  | 3 | 1 | 0 | 2 | 2  | 3  | −1 | 3 | Går videre til slutspillet |
| 3   | Skotland | 3 | 1 | 0 | 2 | 2  | 8  | −6 | 3 |                            |
| 4   | Portugal | 3 | 1 | 0 | 2 | 3  | 5  | −2 | 3 |                            |

## Kampe
Alle angivne tider er lokale (UTC+2).

### Spanien vs Portugal
| 19. juli 2017 18:00 |

| Spanien                     | 2-0     | Portugal |
| --------------------------- | ------- | -------- |
| - Losado 23' - Sampedro 42' | Rapport |          |

| De Vijverberg, Doetinchem Tilskuere: 3.100 Dommer: Pernilla Larsson (Sverige) |

### England vs Skotland
| 19. juli 2017 20:45 |

| England                                                       | 6-0     | Skotland |
| ------------------------------------------------------------- | ------- | -------- |
| - Taylor 10', 26', 53' - White 42' - Nobbs 87' - Duggan 90+4' | Rapport |          |

| Stadion Galgenwaard, Utrecht Tilskuere: 5.000 Dommer: Esther Staubli (Schweiz) |

### Skotland vs Portugal
| 23. juli 2017 18:00 |

| Skotland     | 1–2     | Portugal                    |
| ------------ | ------- | --------------------------- |
| Cuthbert 68' | Rapport | C. Mendes 27' · Leite 72' · |

| Sparta Stadion Het Kasteel, Rotterdam Tilskuere: 3,123 Dommer: Katalin Kulcsár (Ungarn) |

| Skotland | Portugal |

| GK              | 1  | Gemma Fay (k)     |     |     |
| RB              | 18 | Rachel McLauchlan |     | 82' |
| CB              | 4  | Ifeoma Dieke      |     |     |
| CB              | 2  | Vaila Barsley     |     |     |
| LB              | 20 | Kirsty Smith      |     |     |
| DM              | 14 | Rachel Corsie     | 75' |     |
| RM              | 11 | Lisa Evans        |     |     |
| CM              | 10 | Leanne Crichton   |     |     |
| CM              | 9  | Caroline Weir     |     |     |
| LM              | 22 | Fiona Brown       |     | 67' |
| CF              | 19 | Lana Clelland     |     | 54' |
| Indskiftninger: |    |                   |     |     |
| MF              | 8  | Erin Cuthbert     |     | 54' |
| MF              | 7  | Hayley Lauder     |     | 67' |
| MF              | 6  | Joanne Love       |     | 82' |
| Træner:         |    |                   |     |     |
| Anna Signeul    |    |                   |     |     |

| GK              | 12 | Patrícia Morais  | 86' |       |
| RB              | 9  | Ana Borges       |     |       |
| CB              | 4  | Sílvia Rebelo    | 76' |       |
| CB              | 15 | Carole Costa     | 2'  |       |
| LB              | 14 | Dolores Silva    |     | 90+2' |
| DM              | 11 | Tatiana Pinto    |     |       |
| RM              | 19 | Amanda Da Costa  |     | 76'   |
| LM              | 17 | Vanessa Marques  |     |       |
| AM              | 7  | Cláudia Neto (k) | 89' |       |
| CF              | 18 | Carolina Mendes  |     | 70'   |
| CF              | 16 | Diana Silva      | 47' |       |
| Indskiftninger: |    |                  |     |       |
| FW              | 10 | Ana Leite        |     | 70'   |
| MF              | 20 | Suzane Pires     |     | 76'   |
| FW              | 8  | Laura Luís       |     | 90+2' |
| Træner:         |    |                  |     |       |
| Francisco Neto  |    |                  |     |       |

| Hjælpedommere: Judit Kulcsár (Ungarn) Nicolet Bakker (Holland) Fjerde official: Lina Lehtovaara (Finland) |

### England vs Spanien
| 23. juli 2017 20:45 |

| England               | 2–0     | Spanien |
| --------------------- | ------- | ------- |
| Kirby 2' · Taylor 85' | Rapport |         |

| Rat Verlegh Stadion, Breda Tilskuere: 4.879 Dommer: Carina Vitulano (Italien) |

| England | Spanien |

| GK              | 1  | Karen Bardsley      |  |     |
| RB              | 2  | Lucy Bronze         |  |     |
| CB              | 5  | Steph Houghton (k)  |  |     |
| CB              | 16 | Millie Bright       |  |     |
| LB              | 3  | Demi Stokes         |  |     |
| CM              | 11 | Jade Moore          |  |     |
| CM              | 4  | Jill Scott          |  |     |
| RW              | 7  | Jordan Nobbs        |  |     |
| AM              | 23 | Fran Kirby          |  | 69' |
| LW              | 18 | Ellen White         |  | 79' |
| CF              | 9  | Jodie Taylor        |  | 89' |
| Indskiftninger: |    |                     |  |     |
| MF              | 8  | Isobel Christiansen |  | 69' |
| FW              | 19 | Toni Duggan         |  | 79' |
| DF              | 6  | Jo Potter           |  | 89' |
| Træner:         |    |                     |  |     |
| Mark Sampson    |    |                     |  |     |

| GK              | 13 | Sandra Paños        |     |     |
| CB              | 3  | Marta Torrejón (k)  |     |     |
| CB              | 5  | Andrea Pereira      | 69' |     |
| CB              | 4  | Irene Paredes       | 31' |     |
| DM              | 15 | Silvia Meseguer     |     |     |
| CM              | 14 | Victoria Losada     |     | 73' |
| CM              | 11 | Alexia Putellas     |     |     |
| RW              | 7  | Marta Corredera     |     |     |
| LW              | 21 | Leila Ouahabi       |     | 89' |
| CF              | 10 | Jennifer Hermoso    |     |     |
| CF              | 8  | Amanda Sampedro     |     | 89' |
| Indskiftninger: |    |                     |     |     |
| FW              | 17 | Olga García         |     | 73' |
| FW              | 19 | Bárbara Latorre     |     | 89' |
| MF              | 6  | Virginia Torrecilla |     | 89' |
| Træner:         |    |                     |     |     |
| Jorge Vilda     |    |                     |     |     |

| Hjælpedommere: Lucia Abruzzese (Italien) Chrysoula Kourompylia (Grækenland) Fjerde official: Monika Mularczyk (Polen) |

### Portugal vs England
| 27. juli 2017 20:45 |

| Portugal      | 1–2     | England                  |
| ------------- | ------- | ------------------------ |
| C. Mendes 17' | Rapport | Duggan 7' · Parris 48' · |

| Koning Willem II Stadion, Tilburg Tilskuere: 3.335 Dommer: Kateryna Monzul (Ukraine) |

| Portugal | England |

| GK              | 12 | Patrícia Morais  |  |     |
| RB              | 9  | Ana Borges       |  |     |
| CB              | 4  | Sílvia Rebelo    |  |     |
| CB              | 15 | Carole Costa     |  |     |
| LB              | 14 | Dolores Silva    |  |     |
| RM              | 23 | Mélissa Antunes  |  |     |
| CM              | 11 | Tatiana Pinto    |  |     |
| LM              | 20 | Suzane Pires     |  | 79' |
| RF              | 18 | Carolina Mendes  |  | 64' |
| CF              | 7  | Cláudia Neto (k) |  |     |
| LF              | 16 | Diana Silva      |  | 87' |
| Indskiftninger: |    |                  |  |     |
| FW              | 10 | Ana Leite        |  | 64' |
| MF              | 19 | Amanda Da Costa  |  | 79' |
| FW              | 8  | Laura Luís       |  | 87' |
| Træner:         |    |                  |  |     |
| Francisco Neto  |    |                  |  |     |

| GK              | 13 | Siobhan Chamberlain |     |     |
| RB              | 22 | Alex Scott          |     |     |
| CB              | 15 | Laura Bassett (k)   |     |     |
| CB              | 16 | Millie Bright       |     | 60' |
| LB              | 20 | Alex Greenwood      |     |     |
| CM              | 10 | Fara Williams       | 5'  |     |
| CM              | 6  | Jo Potter           |     |     |
| RW              | 14 | Karen Carney        |     |     |
| AM              | 19 | Toni Duggan         |     | 81' |
| LW              | 8  | Isobel Christiansen | 27' |     |
| CF              | 17 | Nikita Parris       |     |     |
| Indskiftninger: |    |                     |     |     |
| MF              | 7  | Jordan Nobbs        |     | 60' |
| DF              | 3  | Demi Stokes         |     | 81' |
| Træner:         |    |                     |     |     |
| Mark Sampson    |    |                     |     |     |

| Hjælpedommere: Maryna Striletska (Ukraine) Oleksandra Ardasheva (Ukraine) Fjerde official: Esther Staubli (Schweiz) |

### Skotland vs Spanien
| 27. juli 2017 20:45 |

| Skotland | 1–0     | Spanien |
| -------- | ------- | ------- |
| Weir 42' | Rapport |         |

| De Adelaarshorst, Deventer Tilskuere: 3.988 Dommer: Jana Adámková (Tjekkiet) |

| Skotland | Spanien |

| GK              | 1  | Gemma Fay (k)   | 40' |     |
| RB              | 17 | Frankie Brown   | 44' |     |
| CB              | 4  | Ifeoma Dieke    |     |     |
| CB              | 14 | Rachel Corsie   |     |     |
| LB              | 23 | Chloe Arthur    |     |     |
| DM              | 10 | Leanne Crichton |     |     |
| RM              | 11 | Lisa Evans      |     |     |
| CM              | 6  | Joanne Love     |     | 73' |
| CM              | 9  | Caroline Weir   |     |     |
| LM              | 8  | Erin Cuthbert   |     |     |
| CF              | 5  | Leanne Ross     |     | 46' |
| Indskiftninger: |    |                 |     |     |
| MF              | 19 | Lana Clelland   |     | 46' |
| FW              | 22 | Fiona Brown     |     | 73' |
| Træner:         |    |                 |     |     |
| Anna Signeul    |    |                 |     |     |

| GK              | 13 | Sandra Paños (k)  |     |     |
| RB              | 3  | Marta Torrejón    |     |     |
| CB              | 5  | Andrea Pereira    |     |     |
| CB              | 4  | Irene Paredes     |     |     |
| LB              | 21 | Leila Ouahabi     | 54' | 56' |
| RM              | 8  | Amanda Sampedro   |     |     |
| CM              | 15 | Silvia Meseguer   |     |     |
| LM              | 14 | Victoria Losada   |     |     |
| RF              | 22 | Mariona Caldentey |     | 79' |
| CF              | 10 | Jennifer Hermoso  |     | 46' |
| LF              | 11 | Alexia Putellas   |     |     |
| Indskiftninger: |    |                   |     |     |
| FW              | 9  | Mari Paz Vilas    |     | 46' |
| FW              | 7  | Marta Corredera   |     | 56' |
| FW              | 19 | Bárbara Latorre   |     | 79' |
| Træner:         |    |                   |     |     |
| Jorge Vilda     |    |                   |     |     |

| Hjælpedommere: Lucie Ratajová (Tjekkiet) Maria Sukenikova (Slovakiet) Fjerde official: Lina Lehtovaara (Finland) |